# Ion Paulat
Ion Paulat (n. 1 aprilie 1873, satul Cioara-Radu Vodă, astăzi comuna Bărăganul, județul Brăila  – d. 20 iulie 1954, București) a fost un inovator și inventator român care a construit primul hidroavion cu fuzelaj în 1911.[A]

## Biografie
Ion Paulat s-a născut pe 1 aprilie 1873 în satul Cioara-Radu Vodă, astăzi Comuna Bărăganul, județul Brăila. A urmat Școala Comercială la Galați însă, fiind pasionat de tehnică, s-a angajat ca ucenic mecanic la Atelierele Navale Fernic (care mai târziu vor deveni Șantierul Naval Galați). Se îmbarcă pe navele Serviciului Maritim Român ca ofițer mecanic realizând inovații pentru optimizarea funcționării căldărilor navale și a turbinelor. Urmează o școală tehnică navala la Savona, în Italia și ajunge mecanic-șef pe cargoul „Turnu Severin”.
Pasionat de aeronautică, a inventat hidroavionul cu fuzelaj și a fost un mare animator al aeromodelismului în România. Rămas în uitare multă vreme, meritele lui Ion Paulat în proiectarea și construirea primului hidroavion românesc și a tunelului aerodinamic au fost recunoscute de Academia Română pe 20 iunie 1954.
Ion Paulat a murit la București pe 20 iulie 1954 în urma unui accident vascular cerebral. Se afla în capitală  pentru a preda la Ministerul Transporturilor materiale legate de activitatea sa aeronautică precum și macheta hidroavionului său.

## Primul hidroavion cu fuselaj din lume
Cu ocazia escalei vasului „Turnu Severin”, pe care era îmbarcat, în portul Alger în 1908, Paulat a avut ocazia să  observe evoluția unui hidroglisor și a constatat instabilitatea acestuia la viteze mari. Considerând că montarea de aripi la acest tip de vehicul i-ar permite decolarea și amerizarea de pe o suprafață de apă, proiecteză aparate de zbor ale căror modele le testează într-un tunel aerodinamic simplu (un ventilator, o pâlnie și un tub) pe care și-l amenajase la bordul navei „Turnu Severin”. Reușeste să finalizeze proiectul inițial al unui „Hidro-Aero duplex monoplan”, un hidroavion monoplan, bimotor, însă, datorită dificultăților de construcție, realizează un al doilea proiect, de data aceasta al unui hidroavion biplan cu aripi decalate.
Confruntându-se cu mari dificultăți în procurarea fondurilor necesare construirii aparatului, Ministerul de Război nealocând fondurile promise, Ion Paulat reușește să construiască un aparat doar în 1911 fiind ajutat de industriașului Gheorghe Fernic din Galați, aparat cu care face o demonstrație pe 6 noiembrie 1911.  Performanțele tehnice fiind încă modeste (salturi de 35 cm înălțime și 10 m lungime) și neputând achiziționa cel de-al doilea motor, Paulat construiește un mic hidroavion monomotor cu care face demonstrații, reușind să se ridice până la înălțimea stâlpilor de telegraf. Pe 6 iunie 1912, în timpul unei demonstații aeriene, se produce un accident, aparatul fiind distrus iar Paulat fiind accidentat serios. Proiectele de reparare a aparatului și de construire a altor modele sunt întrerupte de mobilizarea lui Paulat în Primul Război Balcanic (1912 – 1913).

## Ion Paulat și aeromodelismul în România
Ion Paulat a fost primul care a realizat o rubrică de vulgarizare a aeronauticii într-o publicație din România și primul care a impulsionat dezvolatrea aeromodelismului. A colaborat la „Ziarul Științelor și Călătoriilor” animând o rubrică dedicată aeronauticii în care răspundea întrebărilor cititorilor. Ulterior, a realizat rubrica de aeromodelism „Micul Aviator”, înființând și un depozit de materiale necesare construirii de aeromodele.